# Macrophiothrix caenosa
Macrophiothrix caenosa is een slangster uit de familie Ophiotrichidae.
De wetenschappelijke naam van de soort werd in 2006 gepubliceerd door A.K. Hoggett.